# Chapelle des Trois-Étots de Cernoy
La chapelle des Trois-Étots est une chapelle datant du début XVIe siècle située au hameau du même nom, sur la commune de Cernoy, dans le département de l'Oise, en région Hauts-de-France en France. La chapelle fait l’objet d’un classement au titre des monuments historiques depuis le 27 juillet 1970.

## Localisation
La chapelle est située à 1 km au nord de Cernoy et à l'entrée du hameau de 3 Etots[réf. souhaitée].

## Description

### Aperçu général
La chapelle, ancienne église, est un édifice de briques rouges, chaînées de pierres blanches, datant du début du XVIe siècle et dont la construction paraît nettement contemporaine à celle de la partie sud-est du château voisin des Trois-Étots.

### Intérieur
L'intérieur comprend une nef unique de trois travées, terminée par un chœur à trois pans : le mur de la troisième travée du côté nord, au lieu de prolonger régulièrement la nef du côté sud, est oblique sur le chœur, ce qui indique une construction maladroite. Entre chaque travée se voit un faisceau de trois colonnes cylindriques accolées reposant sur un seul soubassement de forme semi-circulaire par l'intermédiaire de trois bases composées de moulures suivantes : astragale, scotie et boudin. À mi hauteur des fenêtres, les colonnes se terminent par un couronnement unique formé d'un gorgerin strié de quelques canaux et surmonté d'une doucine et d'un quart de rond. Les piliers qui sont accolés aux angles de la façade ouest et ceux qui encadrent la fenêtre du fond du sanctuaire sont composés seulement de deux colonnettes. Ces deux derniers piliers sont aussi les seuls à supporter des arrachements des voûtes d'ogives. Sur le gorgerin du pilier de l'angle Nord-Est et celui des piliers de la façade ouest se voit une date, 1544, citée par Louis Graves comme étant l'époque de la construction. L'église est éclairée par neuf grandes fenêtres à deux meneaux, dont huit sont disposées de part et d'autre de la nef et du chœur, et dont la neuvième correspond au fond du sanctuaire. Ces baies, qu'encadre un arc en tiers de point, ont deux sortes de fenestrages : à la première et à la troisième travée et au fond du sanctuaire, les deux meneaux montent de l'appui jusqu'à l'extrémité de la baie où ils se terminent par un arc plus arrondi et littéralement déterminent deux fenêtres plus petites : un écoinçon et une mouchette remplissent de chaque côté l'espace vide. À la deuxième et à la quatrième travée, le remplage comporte trois fenêtres égales, terminées par un angle aigu, surmontées au milieu par une ellipse, et de chaque côté par un soufflet et une mouchette. Toutes ces fenêtres sont aveuglées dans leur tiers inférieur. La baie de la troisième travée du côté sud a été entièrement fermée pour permettre la construction d'une sacristie moderne. Les fenêtres sont garnies dans l'espace resté libre par des verrières ordinaires. En 1906, toutes, sauf la première du côté sud, présentaient des débris de vitraux anciens. C'est le plus souvent une garniture ornementale, formée de rinceaux, qui suit le contour des ares. Dans les écoinçons se voient de petites rosaces : à la quatrième travée sud, il existait de grands débris de verres rouges. La verrière du fond du sanctuaire constituait une véritable scène : en haut du compartiment central se voit encore le soleil, à côté d'une tête de femme, à droite un cercle de plomb est vide de son contenu, ce qui devait être la lune. En dessous, dans un cartouche, l'inscription INRI. Dans la mouchette de gauche on distingue un homme et une femme nus. Dans celle de droite une femme et un serpent. Le Docteur Parmentier supposait que l'ensemble devait représenter la création du monde. Toute l'église est couverte un simple plafond enduit de plâtras. En dessous de la fenêtre de la troisième travée, côté nord, se voit un arc en anse de panier, supporté par deux colonnes reposant sur le sol par un soubassement. C'était peut-être une entrée spéciale de l'église réservée au seigneur (elle se trouve directement du côté du château) ou la baie d'ouverture d'une chapelle seigneuriale qui aurait été détruite.
Au côté sud du chœur, on remarque une piscine malheureusement cachée en partie par des boiseries du XVIIIe siècle. Deux pilastres à bossages avec écoinçons sculptés de rosaces supportent, par l'intermédiaire de deux impostes striées de canaux, un arc en anse de panier, décoré au centre d'une clé de voûte. Des écoinçons, semblables à ceux des deux pilastres, se voient au départ de l'arc et de part et d'autre de la clef, derrière laquelle est sculptée une espèce de coquille, formant le dôme de la niche, et d'où partent latéralement deux rameaux de feuillages, ornés de perles, qui viennent, au niveau des impostes, s'appuyer sur deux volutes et former ainsi un deuxième arc décoratif qui semble supporter le premier. L'ensemble, très curieux au point de vue architectural, doit être daté de la fin du XVIe siècle ou du début du XVIIe siècle.

### Extérieur
À l'extérieur, tous les murs sont formés de briques. Au niveau des travées et autour des baies, se voient des chaînages en pierre blanche. Un cordon, à la hauteur des soubassements, un larmier soulignant l'appui des fenêtres et une corniche au niveau du toit complètent en pierre de même couleur l'ensemble de la décoration. Deux contreforts de briques de forme rectangulaire contrebutent l'extrémité du sanctuaire de part et d'autre de la fenêtre du fond. La façade ouest présente un intérêt particulier. Elle est percée d'une grande porte, exemple remarquable de l'art décoratif de la Renaissance, entièrement en calcaire blanc elle se détache sur le fond rouge des briques. La baie est limitée par un arc en anse de panier dont la voussure est sculptée de fines moulures qui encadrent une ligne continue de miroirs. La partie supérieure des pieds droits forme de part et d'autre une imposte, ornée de denticules en petit relief sous une ligne de rais de cœur. En dessous, se trouve un bandeau orné de petites rosaces. Les moulures et les miroirs de l'arc se continuent ensuite jusqu'au soubassement. Une clef de voûte sculptée en volute recouverte de feuilles d'acanthe, décore le milieu de l'arc. De chaque côté de la porte une colonne galbée, placée devant un pilastre, supporte une plate-bande. Le chapiteau et l'imposte sont sculptés dans le même bloc et ornés d'une série d'oves et de dards. Une suite de perles remplace l'astragale et surmonte un gorgerin décoré de petites rosaces. Le tailloir est couronné de rais de cœur. Dans les écoinçons, limités par les pilastres et l'arc de la porte, se trouve, de chaque côté, une rosace. Au-dessus, la frise est formée d'une série de métopes dont le centre est garni de rosaces intercalées entre les triglyphes avec quatre canaux et six gouttes. À la partie supérieure court un larmier où sont sculptées des denticules. Trois niches surmontent cet ensemble. Celle du milieu, la plus haute, est formée de deux pilastres à imposte nue encadrant une coquille et surmontée d'une frise à métopes et triglyphes à deux canaux. Un fronton arrondi la couronne. Les niches latérales ne diffèrent que de la précédente que par la présence d'un fronton rectangulaire. La façade ouest est percée, au-dessus de l'ensemble décoratif de la porte, d'une baie circulaire dont l'entourage est légèrement recouvert dans sa partie supérieure du toit. À l'angle Nord-ouest de cette façade, se voient deux contreforts rectangulaires en briques, et placés à angle droit. Une tourelle occupe l'angle opposé : pour obtenir le plus de symétrie possible, elle a été épaulée par deux contreforts placés comme ceux de l'angle Nord-Ouest. De forme circulaire, la tourelle se termine, au-dessus d'une corniche qui continue celle du toit de l'édifice, par une partie arrondie, recouverte d'ardoises et percée de deux auvents mobiles. Un toit à six pans en ardoise la couronne.

## Galerie

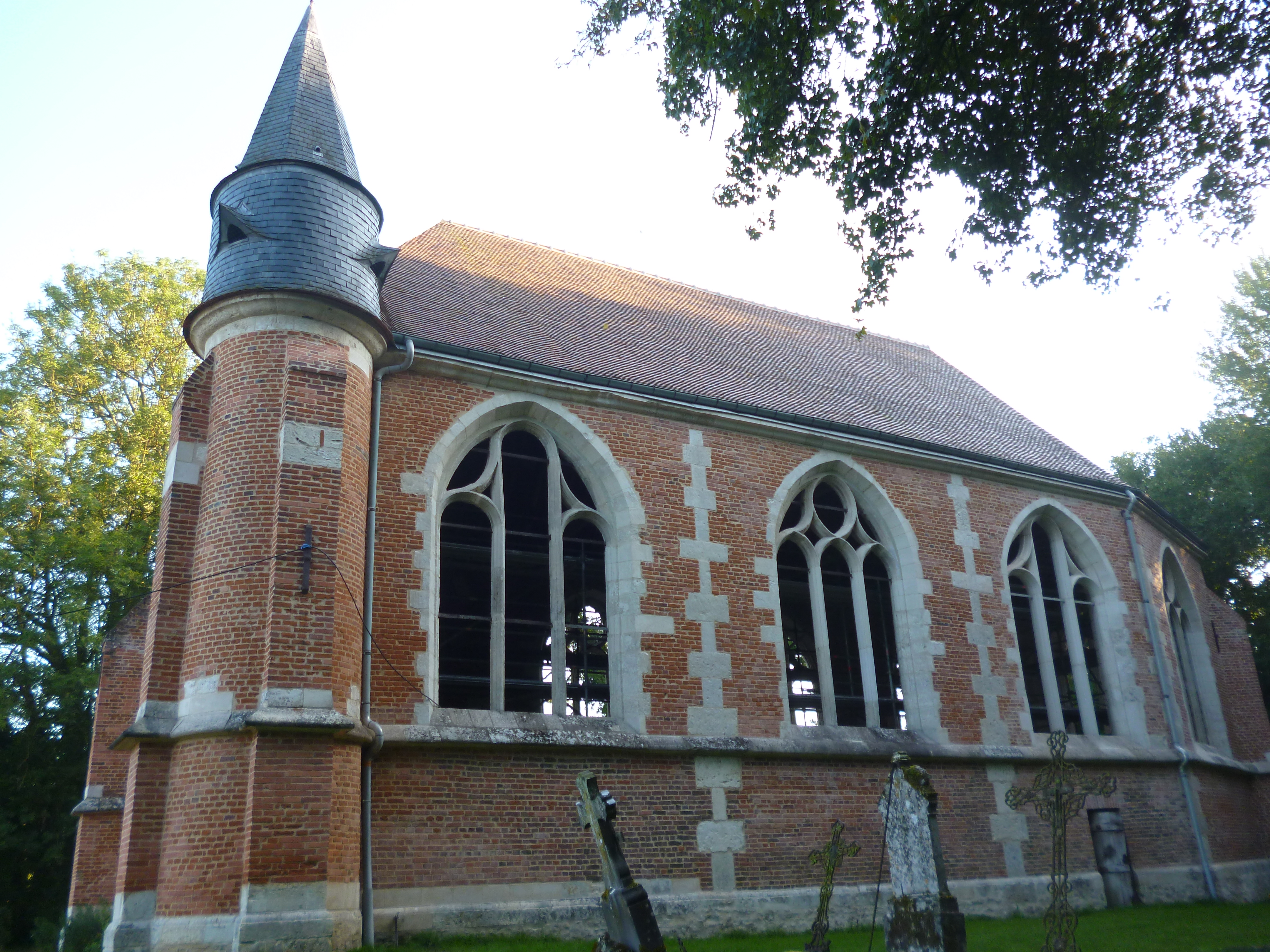
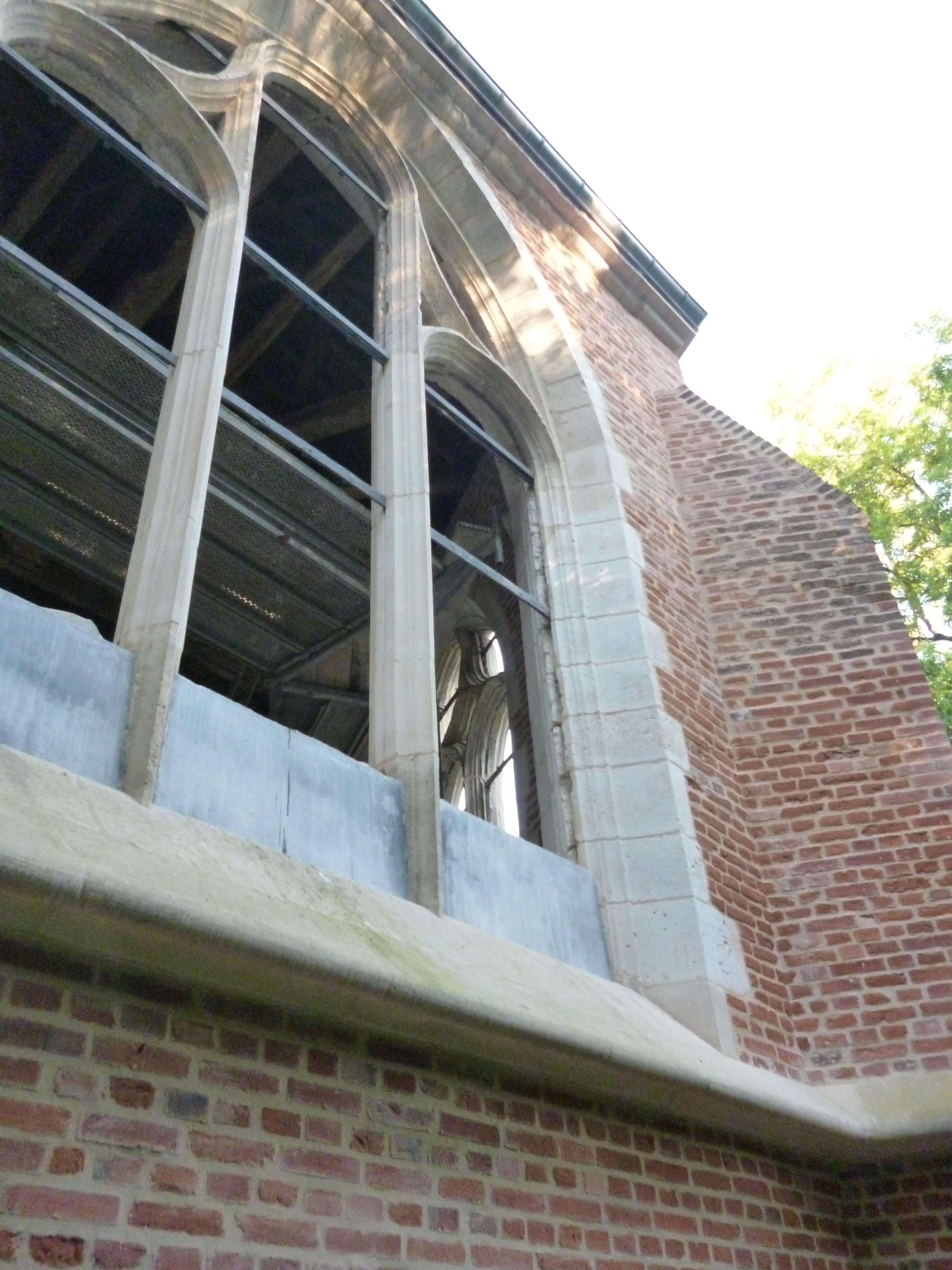
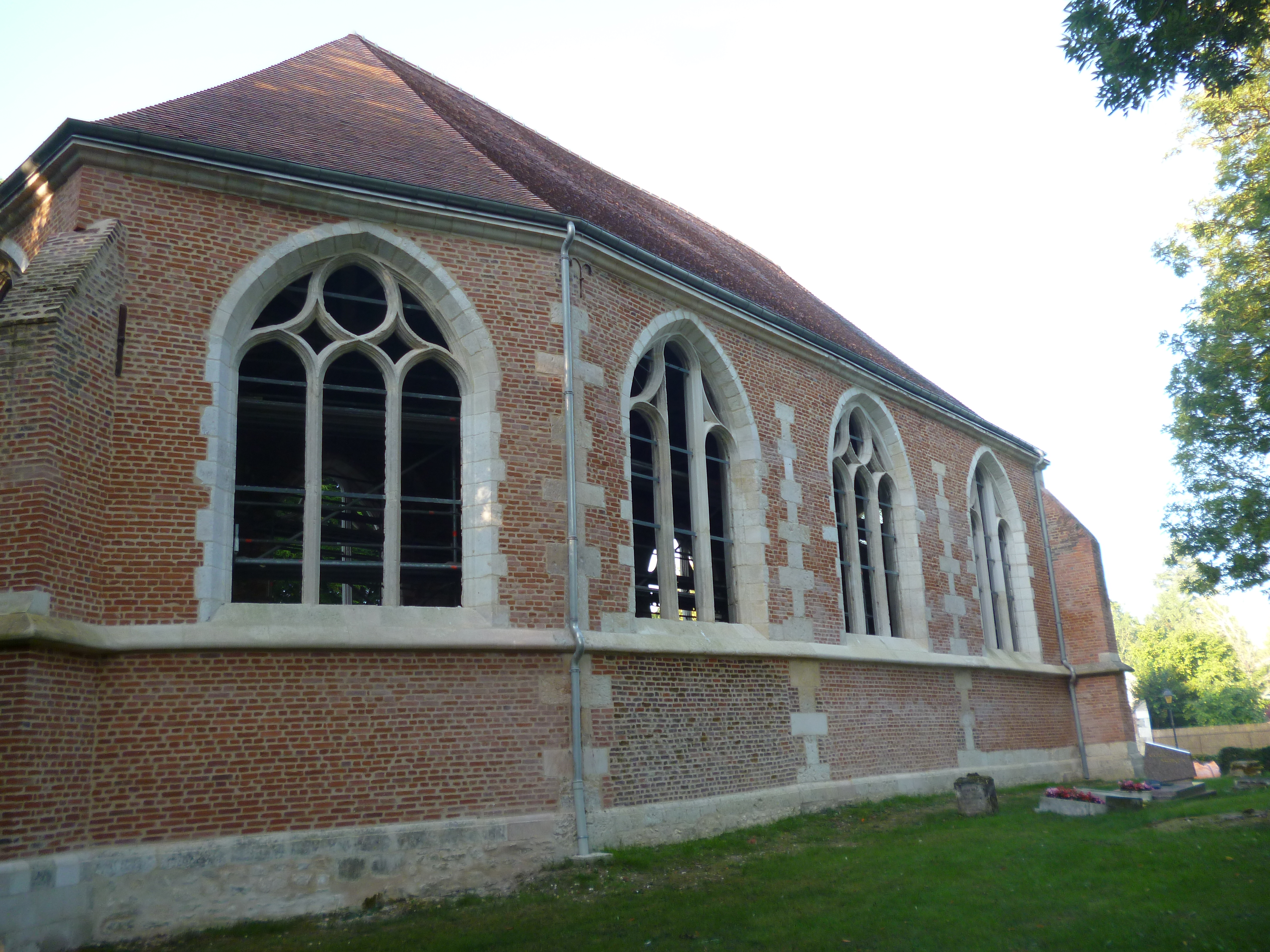
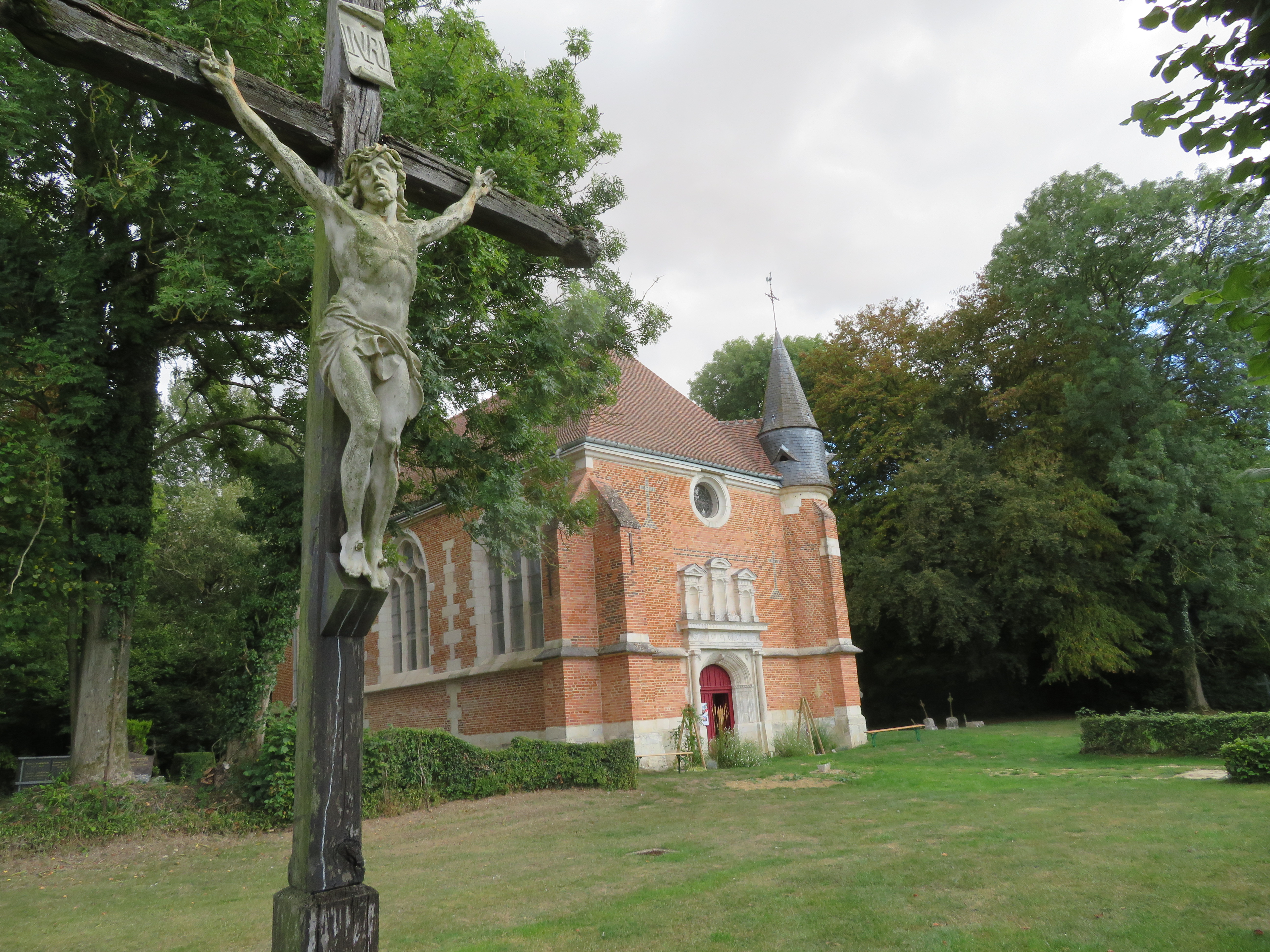
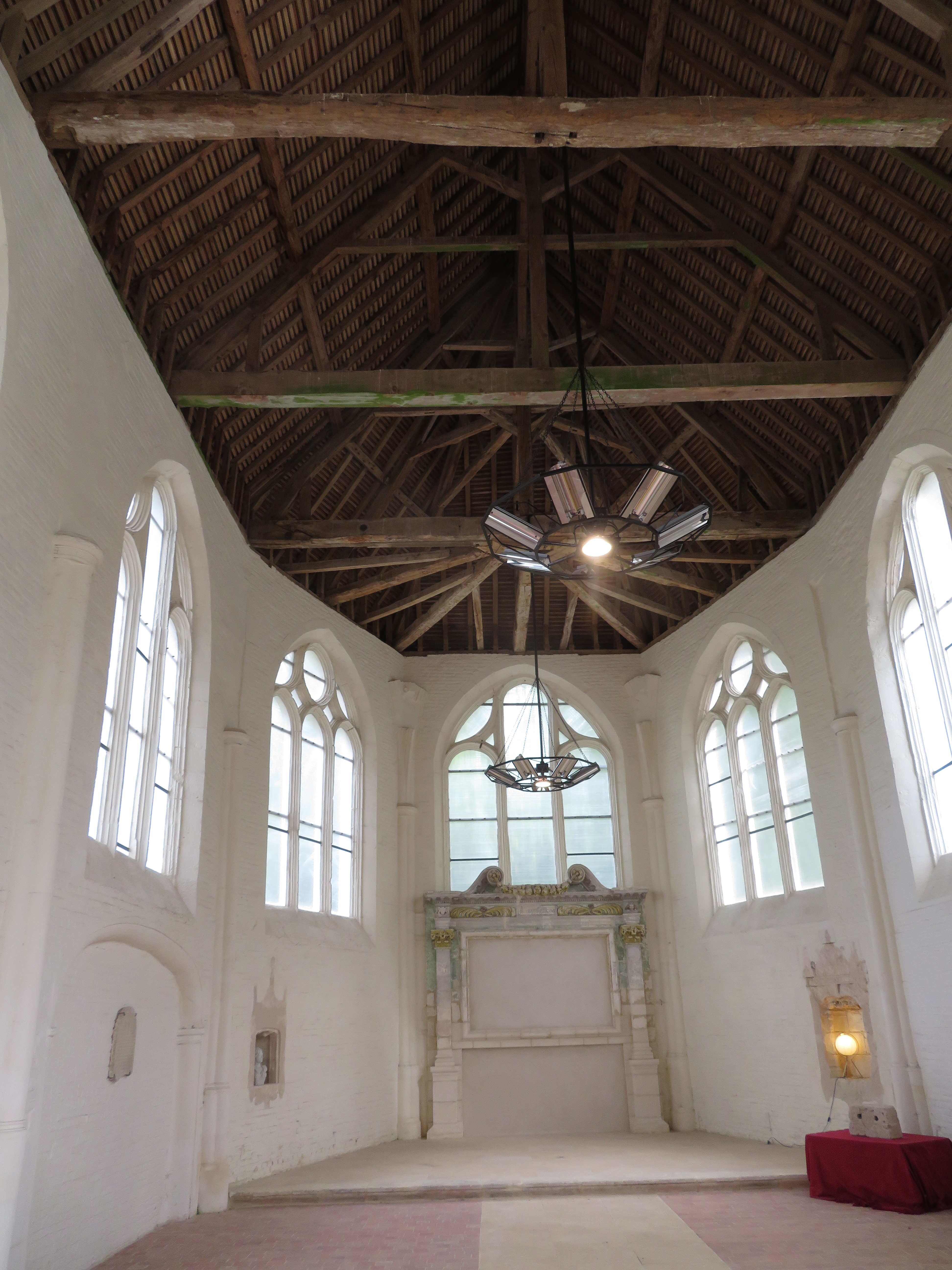
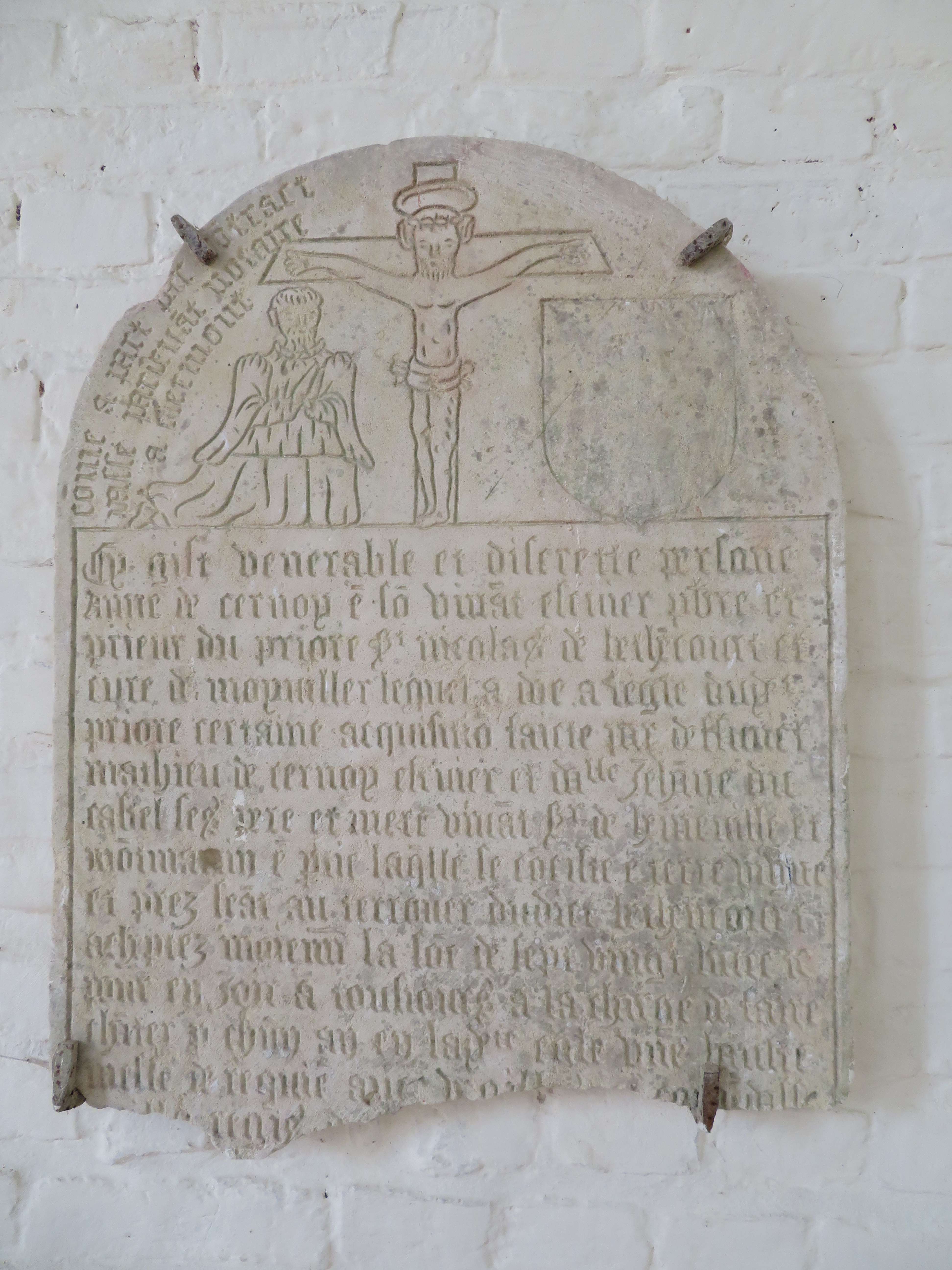
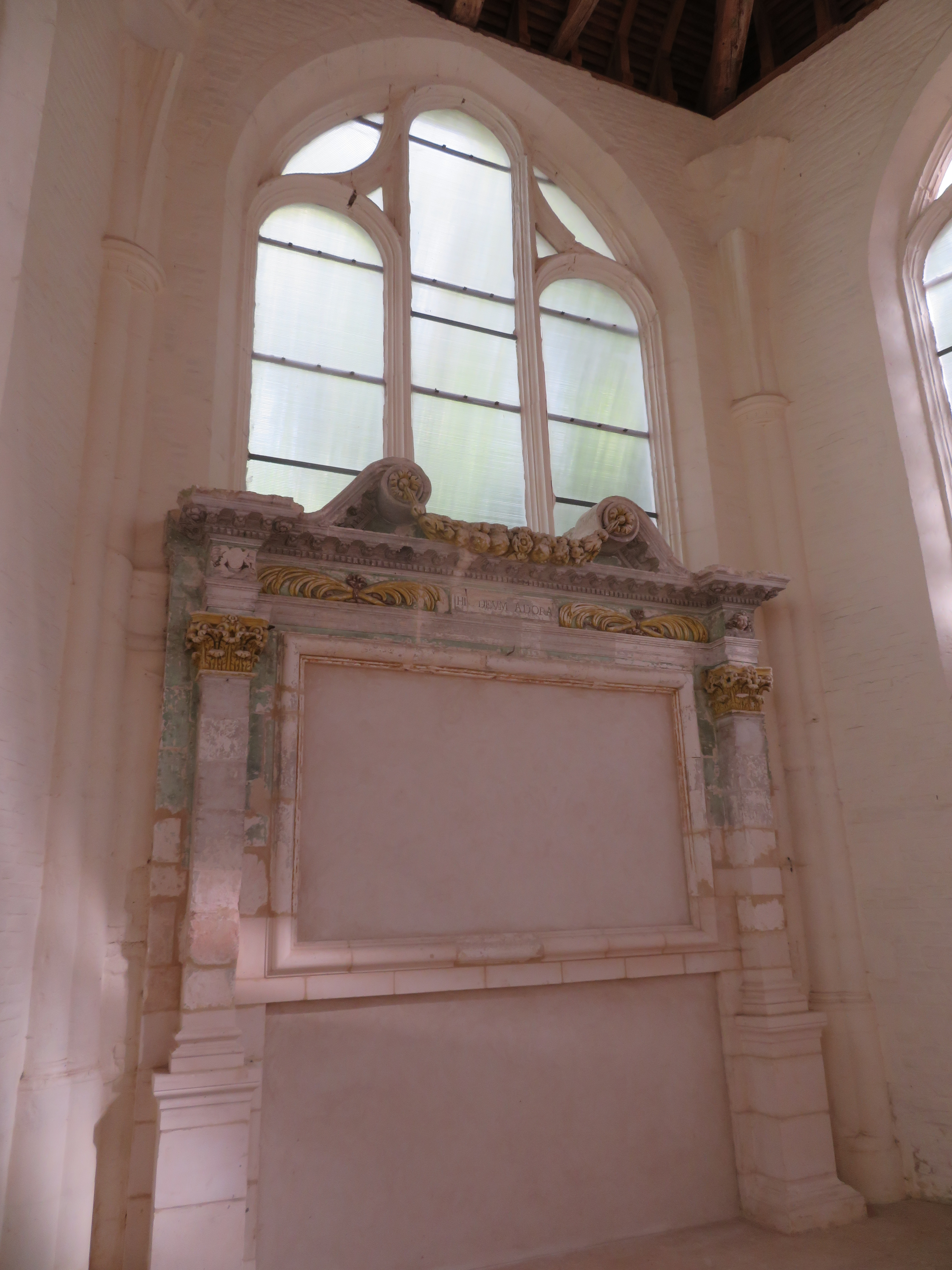
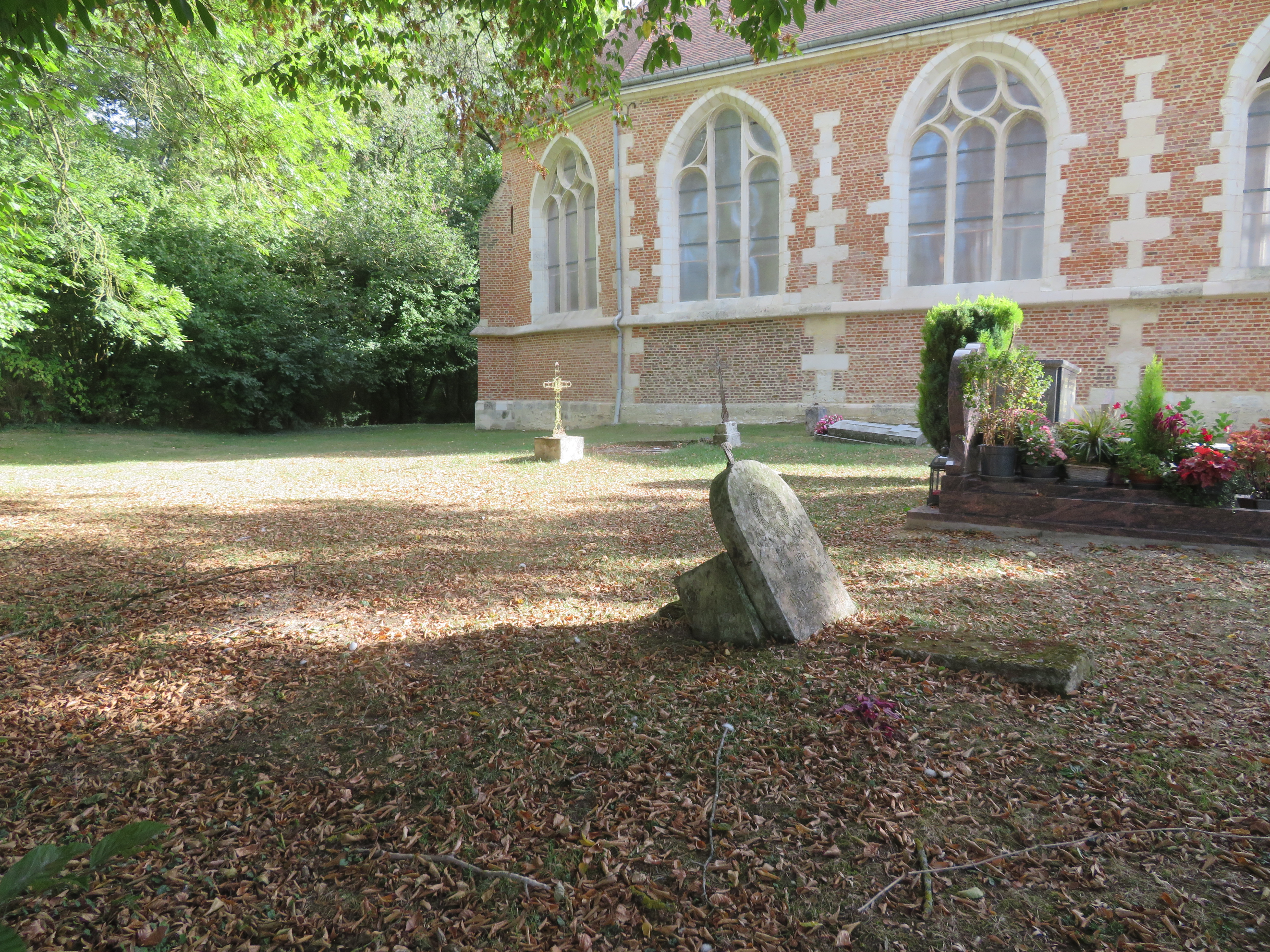